# لوزووا

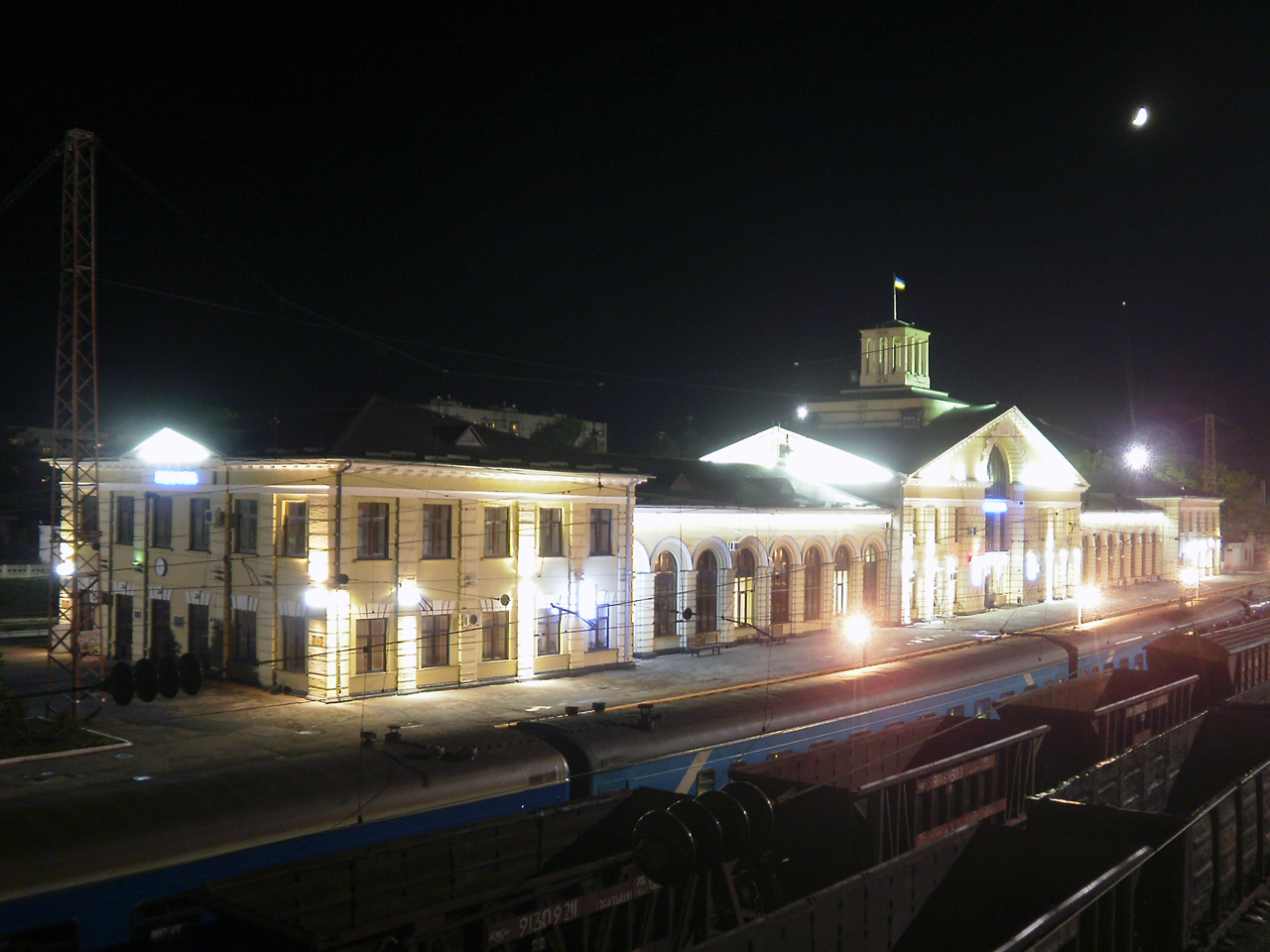
نمایی از راه‌آهن لوزووا در استان خارکف، اوکراین - ۲۰۱۰

لوزووا (به اوکراینی: Лозова́) شهری در استان خارکف در کشور اوکراین است. جمعیت این شهر ۵۴,۰۲۶ نفر (۲۰۲۱ تخمینی) است.